# Jacobus Tollius
Pour les articles homonymes, voir Tollius.
Jacobus Tollius (Rhenen, 1633 - Utrecht, 1696) fut un philologue et alchimiste néerlandais. Il avait deux frères, Cornelius et Alexandre, dont le premier a donné des éditions de Palaiphatos (Amsterdam, 1649), et de Cinnamus (1652), et l'autre l'édition d'Appien dite Variorum (avec traduction latine, Amsterdam, 1670).

## Biographie
Jacobus Tollius naquit en 1633 à Rhenen. Après avoir fait ses premières études à Deventer, il fut envoyé  par son père à Gérard Vossius ; mais il reconnut fort mal les soins de ce savant, si, comme on l’en accuse, il abusa de la permission qu’il avait d’entrer dans son cabinet, pour s’emparer d’une partie de son travail sur les auteurs anciens. Vossius étant mort, Tollius revint à Utrecht terminer ses cours. Informé qu’Heinsius était chargé par la reine Christine de visiter l’Italie, il témoigna le plus vif désir de l’accompagner comme secrétaire. Les démarches qu’il fit n’ayant point eu le succès qu’il espérait, il entra en qualité de commis dans la maison de Johannes Blaeu, libraire d’Amsterdam ; son intelligence et sa fidélité lui méritèrent l’affection de son maître, qui lui fournit les moyens de perfectionner ses connaissances. Tollius, de son côté, s’attacha sincèrement à Blaeu, mais il ne put résister à la proposition que ľui fit Heinsius, de le prendre pour secrétaire. Il partit au mois d’octobre 1662, pour aller rejoindre son nouveau patron à Stockholm. Heinsius, s’étant aperçu qu’il gardait des copies de ses notes, le renvoya bientôt; il revint en Hollande, et, quelque temps après, obtint, par le crédit de ses amis, le rectorat du gymnase de Gouda. Dans les loisirs que lui laissait cette place, il étudia la médecine, et il se fit recevoir docteur en 1669. Quelques intrigues dans lesquelles il se trouva mêlé lui firent perdre, en 1673, la place de recteur et il vint habiter Noordwijk, où il donna des leçons particulières et exerça la médecine. Trouvant à peine dans ses talents les moyens de subsister, il tenta de rentrer dans la carrière de l’enseignement et obtint enfin, en 1679, la chaire d’humanités à l’académie de Duisbourg. Passionné depuis quelque temps pour la recherche de la pierre philosophale, il avait fait diverses expériences sur les métaux et découvert le secret de donner au cuivre la couleur de l’or. En 1687, il fut chargé par l’électeur de Brandebourg de visiter les mines d’Allemagne et d’Italie. Ce voyage lui fournit l’occasion de faire de nouveaux essais et de recueillir une foule d’observations curieuses sur le règne minéral. Ayant prolongé son séjour en Italie au-delà du terme qui lui avait été fixé, on le soupçonna d’avoir abandonné la réforme. Ses talents et les recommandations dont il était porteur l’avaient fait accueillir par le cardinal Barberini, qui le logea dans son palais. Il quitta Rome en 1690, sans prendre congé du cardinal, et se hâta de revenir à Berlin. Ayant trouvé l’électeur prévenu contre lui, il jugea prudent de regagner la Hollande. Forcé de se procurer des ressources, il ouvrit une école à Utrecht ; mais comme il avait négligé d’en demander l’autorisation, elle fut fermée irrévocablement. Les amis qui lui restaient encore l’abandonnèrent ; et Tollius mourut dans la misère le 22 juin 1696.

## Œuvres
On lui doit, comme philologue, une édition d’Ausone, Amsterdam, 1669 ou 1671, in-8°, qui fait partie de la collection Variorum, et une excellente édition de Longin, Utrecht, 1694, in-4°, avec une version latine et des notes, et la traduction française de Boileau. Il a donné des traductions latines de l’ouvrage de Benedetto Bacchini : De sistris, Utrecht, 1696, in-4°, insérée dans le Thesaur. antiquit. romanar. de Johann Georg Grævius, t. 4 ; et de la Roma vetus de Famiano Nardini, dans le tome 4 du même recueil. Il promettait des éditions, enrichies de notes, de Lucien, de Salluste, de Florus, de Phèdre et de l’opuscule d’Artémidore, Des songes.
Ses autres ouvrages sont :
- Gustus ad Longinum, cum observatis in Orationem Ciceronis pro Archia, Leyde, 1667, in-8°.
- Fortuita, in quibus, præter critica nonnulla, tota fabularis historia græca, phænicia, ægyptiaca ad chemiam pertinere asseritur, Amsterdam, 1686, in-8° de 575 pages. Son but dans cet ouvrage est de prouver que toutes les fables de l’antiquité ne sont que des allégories alchimiques ; c’est ce qu’a voulu faire depuis don Pernety, dans son ouvrage intitulé Fables égyptiennes et grecques, devoilées et réduites au même principe.
- Manuductio ad cælum chemicum, ibid., 1688, in-8° de 16 pages Tollius y rend compte de la méthode qu’il a suivie pour parvenir à la découverte sublime de la pierre philosophale. Il assure que dans trois ou quatre jours, et avec une dépense de trois ou quatre florins, on vient à bout de faire de l’or. Mais il avertit que les jours dont il parle sont des jours philosophiques, et qu’on se tromperait en les mesurant par la durée de vingt-quatre heures.
- Sapientia insaniens, sive promissa chimica, ibid., 1689, in-8° de 64 pages. C’est l’explication de l’opuscule du prétendu Basile Valentin : Cursus triumphalis antimonii. Les noms de Basile Valentin signifient, suivant Tollius, régule puissant, c’est-à-dire le mercure. Voyez l’analyse de cet ouvrage dans la Biblioth. universelle de Le Clerc, t. 13, p. 204-14.
- Insignia itinerarii italici, quibus continentur antiquitates sacræ, Utrecht, 1696, in-4°. C’est un recueil de pièces anciennes que Tollius avait rapportées de son voyage en Italie. Ce volume devait être suivi de deux autres, contenant les Opuscules de chirurgie, que les Grecs nous ont laissés, et les Fragments des poètes grecs relatifs à la chimie.
- Epistolæ itinerariæ, observationibus et figuris adornatæ, cura et studio Henr. Chr. Henninii, Amsterdam, 1700 ou 1714, in-4°. C’est le seul ouvrage de Tollius qui soit recherché. Ces lettres renferment beaucoup de détails intéressants, particulièrement la cinquième, qui est la relation de son voyage Hongrie.
- Comparaisons de Pindare et d’Horace, de Théocrite et de Virgile, etc. dans les Dissertationes selectæ criticæ de poetis, gr. et lat., publiées par Jan van Berkel, Leyde, 1704, in-4°. Hennin promettait une Vie détaillée de Tollius ; mais elle n’a point paru.

Outre le Trajectum eruditum de Burmann, on peut consulter les articles TOLLIUS, dans le Dictionnaire de Jacques-Georges de Chauffepié, où l’on trouvera quelques Lettres inédites de Jacques et de Corneille.